# Куншалганський сільський округ
Куншалга́нський сільський округ (каз. Күншалған ауылдық округі, рос. Куншалганский сельский округ) — адміністративна одиниця у складі Єрейментауського району Акмолинської області Казахстану. Адміністративний центр — село Куншалган.
Населення — 624 особи (2021; 1150 у 2009, 1738 у 1999, 1873 у 1989).
Станом на 1989 рік існувала Куншалганська сільська рада (села Каратал, Ленінське, Шакей). 

## Склад
До складу округу входять такі населені пункти:
| Населений пункт | Колишні назви | Населення, осіб (1989) | Населення, осіб (1999) | Населення, осіб (2009) | Населення, осіб (2021) |
| --------------- | ------------- | ---------------------- | ---------------------- | ---------------------- | ---------------------- |
| Каратал, село   |               | 312                    | 234                    | 147                    | 78                     |
| Куншалган, село | Ленінське     | 1168                   | 1123                   | 725                    | 393                    |
| --Кордон        | -             | -                      | -                      | -                      | 7                      |
| Шакей, село     | -             | 393                    | 381                    | 277                    | 119                    |
| --Кігізбай-1    | -             | -                      | -                      | -                      | 10                     |
| --Кігізбай-2    | -             | -                      | -                      | -                      | 12                     |
| --Шаріпкара     | -             | -                      | -                      | 1                      | 5                      |